# ラリー・ジョンソン (アメリカンフットボール)
ラリー・ジョンソン（Larry Alphonso Johnson, Jr. 1979年11月19日- ）はメリーランド州ラプラタ出身の元アメリカンフットボール選手。現役時代のポジションはRB。

## 経歴

### プロ入り前
ハイスクールのアメリカンフットボールコーチであるラリー・ジョンソン（現在はペンシルベニア州立大学のディフェンスラインコーチ）と母クリスティンの間に3人兄弟の長男として生まれ育った。高校3年次に2159ヤードを走り29タッチダウンをあげた。その後彼はペンシルベニア州立大学に進学し、大学4年次の2002年には平均7.7ヤードを獲得し2000ヤード以上を走った。平均7.7ヤード獲得というのは1983年にハイズマン賞を受賞したマイク・ロウジャーのNCAA記録を更新するものであった。またこの年彼は大学の1試合におけるラッシング記録を3度塗り替えた。ノースウェスタン大学戦で257ヤードを走り、1981年にカート・ワーナーがシラキューズ大学戦で作った256ヤードの記録を更新し49-0でチームの勝利に結びつけた。その後もイリノイ大学戦で279ヤードを走り18-7で勝利、ロード
となったインディアナ大学戦では327ヤードを走り58-25での勝利に貢献した。ビーバー・スタジアムで行われたビッグ・テン・カンファレンスのシーズン最終戦であるミシガン州立大学戦では前半だけでわずか19回のボールキャリーながら279ヤードを走り2000ヤードラッシャーとなると後半はサイドラインに下がった。
こうした活躍により、ハイズマン賞の投票で彼はカーソン・パーマー、ブラッド・バンクスに次いで3番目の得票を集めた。ジョンソンがハイズマン賞を逃したことについて、ペンシルベニア州立大学のファンはチームが全勝したものの全米ランキング1位になれなかった1994年シーズンと同様、メディアによる偏見や大学のプロモート不足であったと激怒した。
彼は最優秀RBに与えられるドーク・ウォーカー賞やマックスウェル賞、ウォルター・キャンプ賞などを2002年に受賞し大学を卒業した。

### NFL入り後
2003年のNFLドラフト1巡目全体27位でカンザスシティ・チーフスに指名されて入団した。チームはエースRBのプリースト・ホームズが前年12月に臀部の大ケガをしており、状態が万全ではないことから彼を指名したがヘッドコーチのディック・ヴァーミールはディフェンス選手の指名を欲していた。キャンプ開幕前の7月17日に彼はチーフスと7年契約を結んだ。
ジョンソンとヴァーミールコーチの間の確執は次第に大きくなり、2004年にはヴァーミールコーチによるジョンソンは成長し「おむつを取る必要がある」(Take the Diapers off)と発言した。周囲のものは彼がトレードで放出されるのではないかと観測したがプリースト・ホームズとデリック・ブレイロックが負傷し彼に先発の座が回ってくると最初の3試合でいずれも150ヤード以上を走る大活躍を見せた。
2005年にも同じ状況が繰り返された。ブレイロックが退団し11月初めにホームズが首の負傷でシーズン絶望になると11月20日のヒューストン・テキサンズ戦で211ヤードを走り2タッチダウンをあげるなどホームズ負傷後はNFLトップのラッシングヤードを稼いだ。シーズン終了までにジョンソンは9試合連続で100ヤード以上走りプロボウルに選ばれた。ジョンソンはシーズン当初7試合は先発出場しなかったにもかかわらず1,750ヤードを走りチームのシーズン記録を塗り替えた。またレシーバーとしても33回のキャッチで343ヤード、平均10ヤード以上を稼ぐなど非凡なものを見せた。チームはこの年10勝6敗の成績をあげたがプレーオフ出場はならなかった。
2006年になると2シーズン続けて負傷したホームズに代わって彼はチームのエースRBとなった。416回のキャリー（NFL記録）で1,789ヤード（リーグ2位）を走りチームは9勝7敗でプレーオフに出場したがインディアナポリス・コルツ戦で彼は13回のキャリーで30ヤードしか獲得できずにチームは敗れた。この年2年連続でプロボウルに選出された。
2007年、トレーニングキャンプをホールドアウトしていた彼は6月21日チームと契約を結び直す合意をした。7月22日にはグリーンベイ・パッカーズとの間でドラフト1巡、2巡、3巡目指名権とトレードされるといった噂が流れたが8月21日に2012年までの5年契約が結ばれ彼はNFLのRBの中で平均年俸トップに躍り出た。この年の第9週、グリーンベイ・パッカーズ戦の第4Q終盤に負傷してサイドラインに下がった。この負傷はシーズン絶望となる大怪我で彼は故障者リスト入りした。この年の成績は158回のキャリーで559ヤード、わずか3タッチダウンに留まった。
2008年9月7日、怪我から復帰戦となったニューイングランド・ペイトリオッツ戦で彼は22回のキャリーで平均3.4ヤード、74ヤードを獲得したがチームは10-17で敗れた。翌週のオークランド・レイダース戦にも敗れると彼はマスコミに対してチームが彼にボールをあまり持たせないことについて不満をもらした。続く2試合で彼は52回のキャリーで平均6.1ヤード、合計で319ヤードを獲得した。10月18日のテネシー・タイタンズ戦で彼はチームの規律違反を犯したとしてチームから出場停止処分を受けた。翌週のニューヨーク・ジェッツ戦でも彼はサイドラインを暖めた。その後、NFLコミッショナーのロジャー・グッデルから2008年2月に彼がナイトクラブで女性に暴力を振るい逮捕されたことに対して1試合の出場停止処分を下すと発表された。この年彼は874ヤード、5タッチダウンの成績でシーズンを終えた。
2009年2月、2年連続でチーム成績が低迷していること、カンザスシティ市内でもブーイングを浴びることなどから移籍を望む発言を地元ラジオ局のインタビューで明かした。
2009年にチーフスのヘッドコーチに就任したトッド・ヘイリーの方針に不満を抱き4月18日から始まったミニキャンプには欠席した。またシーズン開幕後1勝6敗とチーム成績が低迷した時点でロッカールームやTwitterでNFL選手経験のないトッド・ヘイリーにヘッドコーチとしての資質がないと批判をしたためチームから1試合の出場停止処分を受けた。その後チームに復帰することなく11月9日にチームから解雇された。2009年シーズンは7試合に出場し358ヤード獲得（1回あたり2.7ヤード）、タッチダウン0回であった。
その同月17日にシンシナティ・ベンガルズと契約を結んだ。マービン・ルイスヘッドコーチによると当初はランニングバックの序列でも最後でありセドリック・ベンソンなど主力が離脱した場合の保険と評価されていたが、11月30日のクリーブランド・ブラウンズ戦で先発出場を果たし22回のランで107ヤードを走りチームの勝利に貢献した。
シーズン終了後フリーエージェントとなっていた彼は2010年3月ワシントン・レッドスキンズと契約を結んだが、開幕から2試合で5回のランでわずか2ヤードに終わりチームより放出された。
2011年8月23日、マイアミ・ドルフィンズと契約を結んだが、9月3日、最終ロースターカットでドルフィンズより解雇された。その後、ダニエル・トーマスが負傷したことから9月8日にドルフィンズと契約、第2週のヒューストン・テキサンズ戦で1回2ヤードに終わった後、解雇された。

## 人物
ジョンソンは父親のラリーとの間柄をとても親しい間柄であると度々インタビューに答えている。彼の弟のトニーは2000年から2003年までペンシルベニア州立大学の先発WRだった。
ファンタジア・バリノの "When I See U" やジェイ・Zの "Rock Boys (And the Winner Is)..."などのミュージックビデオに登場している。チームROCと契約を交わしており2005年12月4日からタッチダウンをあげる度にROCのサインをあげている。
2009年3月、TLCのメンバー、ロゾンダ・トーマスとの交際が噂された。

## フィールド外でのトラブル
ガールフレンドへの暴行や2008年2月のナイトクラブで女性の頭をつかんでの暴行、2008年10月10日にはナイトクラブで顔へのつば吐きなど、プロ入りした2003年以降4回逮捕されている。つば吐きの件では民事訴訟も起こされている。なお2008年10月16日に3日後に行われるタイタンズ戦の出場停止を行った件について後にチームは事件とは無関係と述べている。
2008年の2件の事件について彼は事実を認め2009年3月に2年間の保護観察の判決を受けている。